# Antoni I Kassimates
Antoni I Kassimates, gr. Αντώνιος Α' Κασσιμάτης (ur. ok. 775?, zm. 836 w Konstantynopolu) – ekumeniczny patriarcha Konstantynopola w latach 821–836. 

## Życiorys
Urodził się prawdopodobnie w siódmym dziesięcioleciu VIII w., otrzymując na chrzcie imię Konstantyn. W młodym wieku wstąpił do klasztoru, gdzie przybrał imię Antoni. Studiował teologię oraz prawo. Został następnie igumenem klasztoru Metropoliton w Konstantynopolu, a później biskupem miasta Sylaion (Syllium, Sylaeum) w Pamfilii. 
Po objęciu władzy przez cesarza Leona V współtworzył m.in. wraz z Janem Gramatykiem stronnictwo ikonoklastyczne, wspierające poczynania cesarza. Podczas synodu, który zwołał w 815 r. patriarcha Teodot I Kassiteras, Antoni opowiedział się za zniesieniem postanowień soboru nicejskiego II (787 r.), który zezwolił na kult obrazów. Ponieważ otwarcie występował przeciwko kultowi obrazów, został przez patriarchę Nicefora I obłożony anatemą.
Antoni został wybrany na urząd patriarszy pod naciskiem cesarza Michała II w styczniu 821 r., choć duchowieństwo domagało się przywrócenia władzy Niceforowi. Antoni prowadził dość aktywną politykę ikonoklastyczną, której sprzyjał sam cesarz. Podczas powstania Tomasza Słowianina w latach dwudziestych IX w. występował przeciwko powstańcom, domagającym się m.in. przywrócenia kultu ikon. Po śmierci Michała, kiedy władzę objął zdecydowanie wrogi kultowi ikon cesarz Teofil, Antoni ściśle z nim współpracował w dziele walki ze świętymi obrazami. 
Patriarcha zmarł w 836 r.